# Clinton Foundation

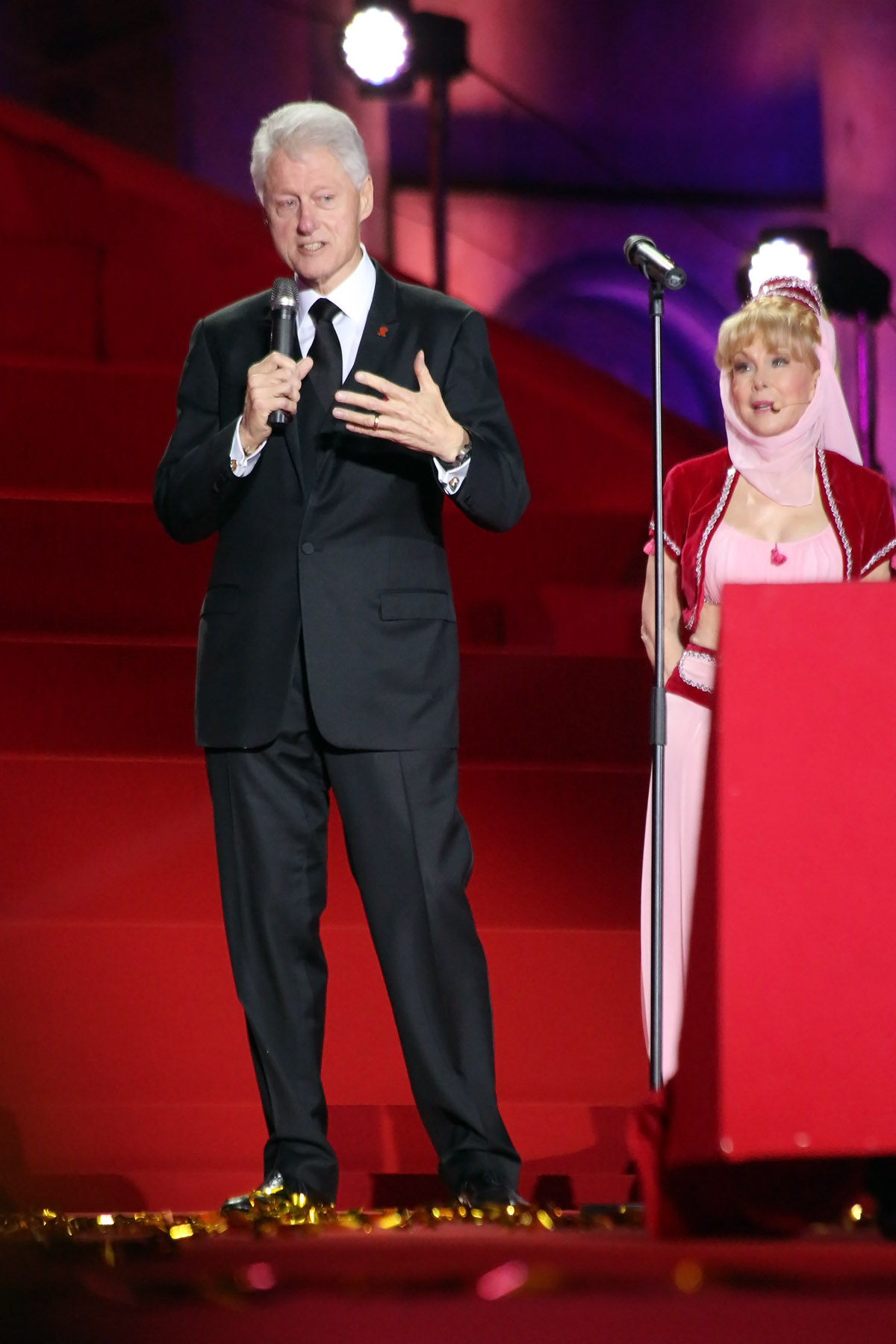
Bill Clinton als Repräsentant der Clinton Foundation – Health Access Initiative am Life Ball 2013

Die Clinton Foundation ist eine gemeinnützige Stiftung, die der ehemalige Präsident der Vereinigten Staaten, Bill Clinton, nach seinem Auszug aus dem Weißen Haus 2001 gründete. Die Stiftung hat ihr Büro in Harlem (New York) und ist im William J. Clinton Presidential Center & Park in Little Rock (Arkansas) beheimatet. Sie umfasst neben der Präsidentenbibliothek Bill Clintons vor allem die Clinton Global Initiative, die sich der Bekämpfung von AIDS verschrieben hat. Ein weiterer Teil der Clinton Foundation ist die Clinton Public School, die das Anliegen Bill Clintons verkörpert, dass sich mehr junge Menschen für öffentliche Dienste engagieren sollen.

## Name
Mitte 2013 wurde die bisherige William J. Clinton Foundation in Bill, Hillary & Chelsea Clinton Foundation umbenannt und integriert damit die ganze Familie Clinton.

## Ziele und Projekte
Von ihrer Gründung bis 2016 sammelte die Clinton Foundation 2 Milliarden Dollar, davon ein Drittel aus dem Ausland, das Jahresbudget beträgt 250 Millionen US-Dollar. Die Stiftung initiiert in erster Linie eigene Projekte im Bereich Klimaschutz, Entwicklungshilfe, Frauenrechte und medizinische Versorgung.
2016 überwies das deutsche Bundesumweltministerium der Clinton Foundation 4,7 Millionen Euro Projektmittel für Klimaschutz in Ostafrika. Vorwürfe, damit in den US-Wahlkampf zugunsten von Hillary Clinton eingreifen zu wollen, wies die Bundesregierung zurück. Die Stiftung förderte auch verschiedene soziale Organisationen in Deutschland, zum Beispiel die gemeinnützige Stiftung MyHandicap, die sich für Menschen mit Behinderung engagiert.